# 나가노현
나가노현(일본어: 長野県)은 일본 혼슈 중앙부에 있는 현이다. 현청 소재지는 나가노시이다.
과거 율령국인 시나노국(信濃国)이었으며 신슈(信州)라고 불리는 경우가 많다. 바다와 접하지 않는 내륙 현이고 대규모 산악 지역이기 때문에 도도부현의 면적 목록에서 거주지 비율은 낮다. 캐치 프레이즈는 시아와세 신슈이다.
나가노시는 젠코지(善光寺)의 몬젠마치(門前町)로 발전하였다. 또한 1998년 동계 올림픽의 개최지이기도 하다.

## 개요
일본에서 4번째로 큰 현이며, 폐번치현 이전에는 시나노국(信濃国)이었기 때문에 신슈(信州)라고 불리는 경우가 많다. 현청 소재지는 북쪽에 있는 나가노시이지만 과거 시나노국의 중심은 우에다시와 마쓰모토시였고 에도 시대에는 10개 이상의 작은 번이나 막부 직할지로 나뉘어 있었으며, 메이지 시대에 현청을 어디에 두느냐를 둘러싸고 나가노시를 중심으로 한 북동부와 마쓰모토시를 중심으로 한 중남부 사이에 심각한 지역 감정이 생겼고 현재까지도 두 지역 간 알력이 강한 편이다. 이 때문에 일본은행의 지점이나 국립 신슈 대학교의 본부는 마쓰모토시에 설치되었다.

## 역사
나가노현은 예전에 시나노국으로 알려져 있었고 센고쿠 시대에는 많은 지역 다이묘들의 영지로 나뉘어 있었다. 1998년 동계 올림픽을 개최하여 국제적으로 인지도를 얻게 되었고 도쿄와 신칸센으로 연결되었다. 또한 현재도 지역 감정은 남아 있으나 메이지 시대에 만들어진 현의 노래 "시나노노쿠니(信濃の国)"는 나가노현 출신자라면 대부분 부를 수 있다.

## 인구
|                                              | |
| 나가노현의 전국의 연령별 인구 분포（2005년） | 나가노현의 연령·남녀별 인구 분포（2005년）                                                                             |
| ■자주색 ― 나가노현 ■녹색 ― 일본전국          | ■파랑색 ― 남자 ■빨간색 ― 여자                                                                                          |
| · 나가노현의 인구추이                        | |
| 일본 총무성 통계국 국세조사 결과             | |
|                                              | 기술적 문제로 인해 그래프를 일시적으로 사용할 수 없습니다. 파브리케이터와 미디어위키 위키에 더 자세한 정보가 있습니다. |

| 연도  | 인구      | ±% p.a. |
| ----- | --------- | ------- |
| 1880  | 1,000,414 | —       |
| 1890  | 1,146,071 | +1.37%  |
| 1903  | 1,348,556 | +1.26%  |
| 1913  | 1,484,205 | +0.96%  |
| 1920  | 1,562,722 | +0.74%  |
| 1925  | 1,629,217 | +0.84%  |
| 1930  | 1,717,118 | +1.06%  |
| 1935  | 1,714,000 | −0.04%  |
| 1940  | 1,710,729 | −0.04%  |
| 1945  | 2,121,050 | +4.39%  |
| 1950  | 2,060,831 | −0.57%  |
| 1955  | 2,021,292 | −0.39%  |
| 1960  | 1,981,433 | −0.40%  |
| 1965  | 1,958,007 | −0.24%  |
| 1970  | 1,956,917 | −0.01%  |
| 1975  | 2,017,564 | +0.61%  |
| 1980  | 2,083,934 | +0.65%  |
| 1985  | 2,136,927 | +0.50%  |
| 1990  | 2,156,627 | +0.18%  |
| 1995  | 2,193,984 | +0.34%  |
| 2000  | 2,215,168 | +0.19%  |
| 2005  | 2,196,114 | −0.17%  |
| 2010  | 2,152,449 | −0.40%  |
| 2015  | 2,099,759 | −0.49%  |
| 2020  | 2,052,493 | −0.45%  |
| 출처: |           |         |

## 지리
일본의 높은 20개 산 중 9개가 이 내륙 현에서 발견된다. 나가노현은 또한 일본에서 가장 많은 다른 현들과 경계를 맞대고 있고 일본에서 가장 바다로부터 먼 지점을 포함한다. 기자키호는 수상 레저와 스포츠를 위한 호수 휴양지로 인기가 높다.
현의 산들은 삼림욕과 온천 관광을 위해 매년 많은 사람들이 찾아 온다. 산이 많기 때문에 일본 전국의 대학생들이 MT 장소로 많이 쓰는데, 주로 도쿄나 나고야 근교의 대학생들이 찾아온다.
2014년 9월 29일, 나가노현에 위치한 온타케산이 폭발했다.

### 산
- 다테시나산(蓼科山)
- 아사마산(浅間山)
- 온타케산(御嶽山)
- 야쓰가타케산(八ヶ岳)
- 호타카다케산(穂高岳)

### 고개
- 우스이 고개(碓氷峠)

### 강
- 시나노강(信濃川)
- 기소강(木曽川)
- 덴류강(天竜川)

### 호수
- 스와호(諏訪湖)

### 자연공원
- 국립공원
  - 주부 산악 국립공원(中部山岳国立公園)
  - 조신에쓰 고원 국립공원(上信越高原国立公園)
  - 지치부타마카이 국립공원(秩父多摩甲斐国立公園)
  - 미나미알프스 국립공원(南アルプス国立公園)

## 지역

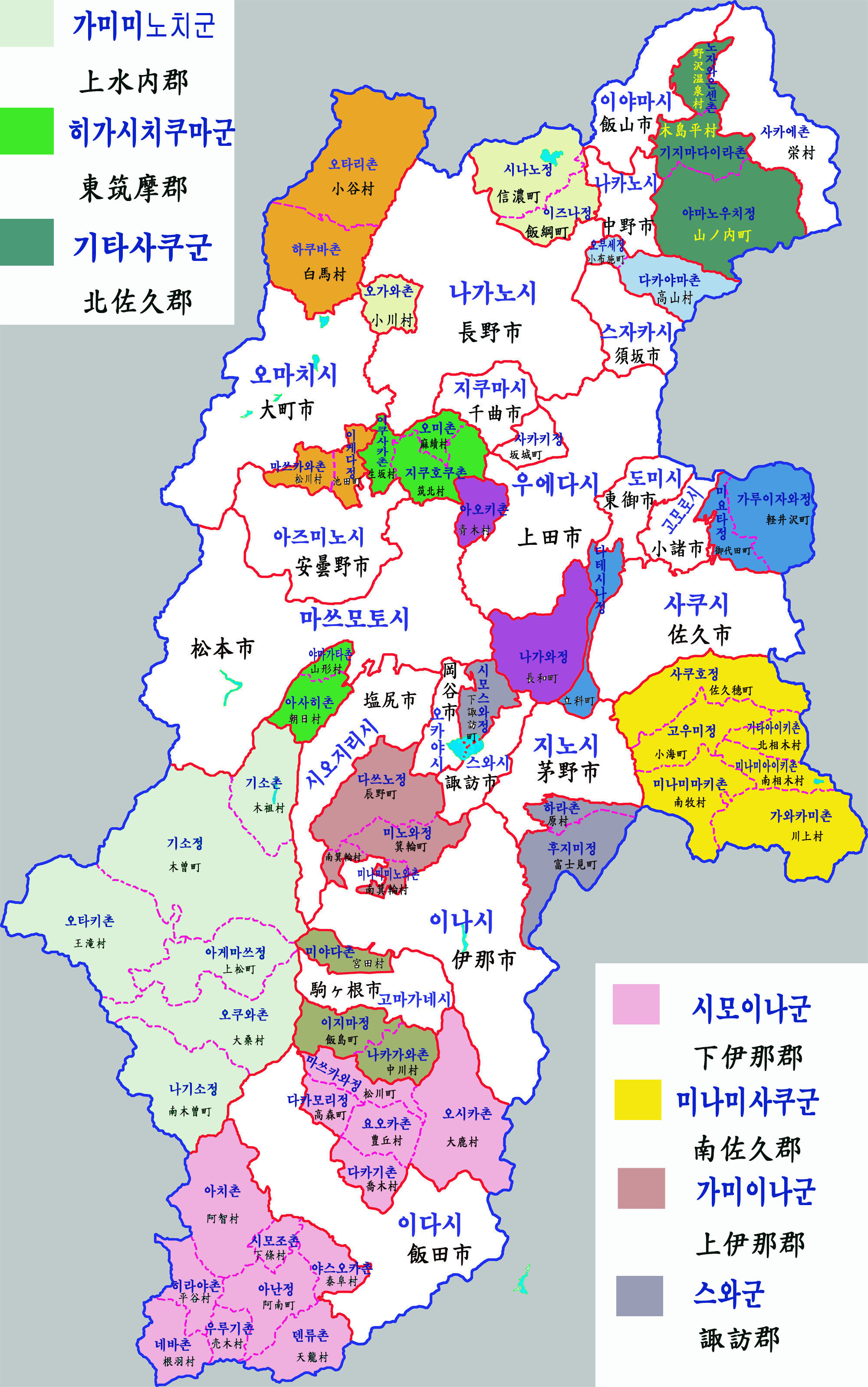
나가노현 지도

나가노현에서는 ‘시나노국’의 맨 첫 글자인 ‘信’(신)자에 방위를 붙인 호쿠신 지방(北信地方), 도신 지방(東信地方), 주신 지방(中信地方), 난신 지방(南信地方)이라는 지역 구분을 사용한다.
| 호쿠신 지방 시 지역 나가노시 ( 長野市 ) - 현청 소재지, 중핵시 스자카시 ( 須坂市 ) 나카노시 ( 中野市 ) 이야마시 ( 飯山市 ) 지쿠마시 ( 千曲市 ) 군 지역 하니시나군 ( 埴科郡 ) 사카키정 ( 坂城町 ) 가미타카이군 ( 上高井郡 ) 오부세정 ( 小布施町 ) - 다카야마촌 ( 高山村 ) 시모타카이군 ( 下高井郡 ) 야마노우치정 ( 山ノ内町 ) - 기지마다이라촌 ( 木島平村 ) - 노자와온센촌 ( 野沢温泉村 ) 가미미노치군 ( 上水内郡 ) 시나노정 ( 信濃町 ) - 오가와촌 ( 小川村 ) - 이즈나정 ( 飯綱町 ) 시모미노치군 ( 下水内郡 ) 사카에촌 ( 栄村 ) 도신 지방 시 지역 우에다시 ( 上田市 ) 고모로시 ( 小諸市 ) 사쿠시 ( 佐久市 ) 도미시 ( 東御市 ) 군 지역 미나미사쿠군 ( 南佐久郡 ) 고우미정 ( 小海町 ) - 가와카미촌 ( 川上村 ) - 미나미마키촌 ( 南牧村 ) - 미나미아이키촌 ( 南相木村 ) - 기타아이키촌 ( 北相木村 ) - 사쿠호정 ( 佐久穂町 ) 기타사쿠군 ( 北佐久郡 ) 가루이자와정 ( 軽井沢町 ) - 미요타정 ( 御代田町 ) - 다테시나정 ( 立科町 ) 지사가타군 ( 小県郡 ) 아오키촌 ( 青木村 ) - 나가와정 ( 長和町 ) | 주신 지방 시 지역 마쓰모토시 ( 松本市 ) - 중핵시 오마치시 ( 大町市 ) 시오지리시 ( 塩尻市 ) 아즈미노시 ( 安曇野市 ) 군 지역 기소군 ( 木曽郡 ) 아게마쓰정 ( 上松町 ) - 나기소정 ( 南木曽町 ) - 기소촌 ( 木祖村 ) - 오타키촌 ( 王滝村 ) - 오쿠와촌 ( 大桑村 ) - 기소정 ( 木曽町 ) 히가시치쿠마군 ( 東筑摩郡 ) 오미촌 ( 麻績村 ) - 이쿠사카촌 ( 生坂村 ) - 야마가타촌 ( 山形村 ) - 아사히촌 ( 朝日村 ) - 지쿠호쿠촌 ( 筑北村 ) 기타아즈미군 ( 北安曇郡 ) 이케다정 ( 池田町 ) - 마쓰카와촌 ( 松川村 ) - 하쿠바촌 ( 白馬村 ) - 오타리촌 ( 小谷村 ) 난신 지방 시 지역 오카야시 ( 岡谷市 ) 이다시 ( 飯田市 ) 스와시 ( 諏訪市 ) 이나시 ( 伊那市 ) 고마가네시 ( 駒ヶ根市 ) 지노시 ( 茅野市 ) 군 지역 스와군 ( 諏訪郡 ) 시모스와정 ( 下諏訪町 ) - 후지미정 ( 富士見町 ) - 하라촌 ( 原村 ) 가미이나군 ( 上伊那郡 ) 다쓰노정 ( 辰野町 ) - 미노와정 ( 箕輪町 ) - 이지마정 ( 飯島町 ) - 미나미미노와촌 ( 南箕輪村 ) - 나카가와촌 ( 中川村 ) - 미야다촌 ( 宮田村 ) 시모이나군 ( 下伊那郡 ) 마쓰카와정 ( 松川町 ) - 다카모리정 ( 高森町 ) - 아난정 ( 阿南町 ) - 아치촌 ( 阿智村 ) - 히라야촌 ( 平谷村 ) - 네바촌 ( 根羽村 ) - 시모조촌 ( 下條村 ) - 우루기촌 ( 売木村 ) - 덴류촌 ( 天龍村 ) - 야스오카촌 ( 泰阜村 ) - 다카기촌 ( 喬木村 ) - 도요오카촌 ( 豊丘村 ) - 오시카촌 ( 大鹿村 ) |

## 스포츠
J3리그에서 활약 중인 AC 나가노 파르세이루와 J2리그에서 활약 중인 마츠모토 야마가가 있다.

## 교통

### 철도
- 동일본 여객철도
  - 호쿠리쿠 신칸센
  - 신에쓰 본선
  - 주오 본선(동선)
  - 시노노이선
  - 오이토선(마쓰모토역-미나미오타리역)
  - 고우미선

- 도카이 여객철도
  - 주오 본선(서선)
  - 이다선

- 서일본 여객철도
  - 오이토선(미나미오타리역-이토이가와역)

- 시나노 철도
  - 시나노 철도선
  - 기타시나노선

- 나가노 전철
  - 나가노선

- 우에다 전철
  - 벳쇼선

- 마쓰모토 전기 철도
  - 가미코치선

### 고속도로
- 주오 자동차도
- 조신에쓰 자동차도
- 나가노 자동차도
- 주부 종관 자동차도
- 주부 횡단 자동차도
- 산엔난신 자동차도

### 국도
- 국도 제18호선
- 국도 제19호선
- 국도 제20호선
- 국도 제117호선 (일본)(일본어판)
- 국도 제141호선
- 국도 제142호선 (일본)(일본어판)
- 국도 제143호선 (일본)(일본어판)
- 국도 제144호선
- 국도 제146호선 (일본)(일본어판)
- 국도 제147호선
- 국도 제148호선
- 국도 제151호선 (일본)(일본어판)
- 국도 제152호선
- 국도 제153호선 (일본)(일본어판)
- 국도 제158호선
- 국도 제254호선(일본어판)
- 국도 제256호선 (일본)(일본어판)
- 국도 제299호선 (일본)(일본어판)
- 국도 제403호선 (일본)(일본어판)
- 국도 제406호선 (일본)(일본어판)
- 국도 제418호선 (일본)(일본어판)

### 공항
- 마쓰모토 공항

## 같이 보기
- 주오 신칸센